# Комболои

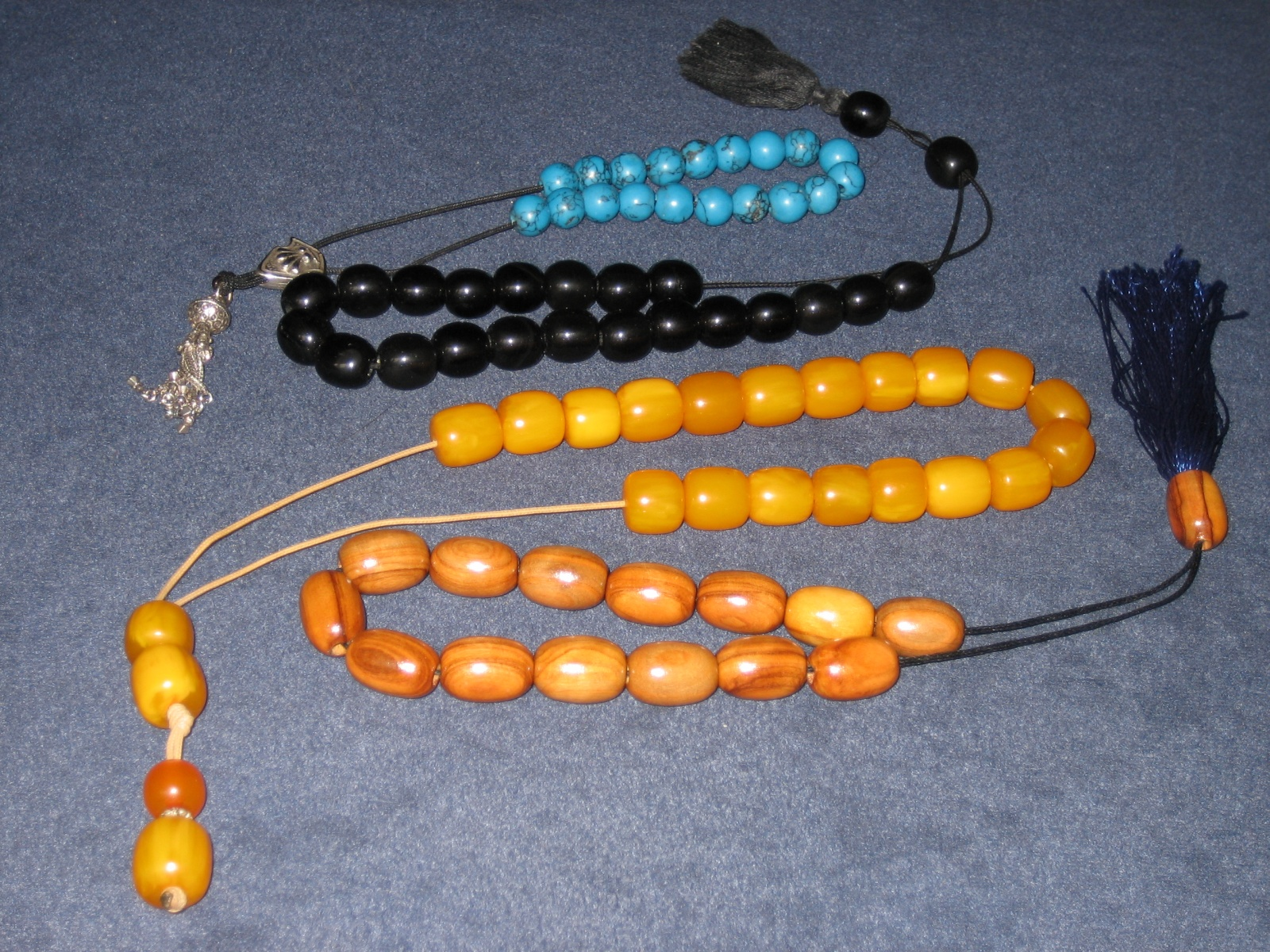
Комболои

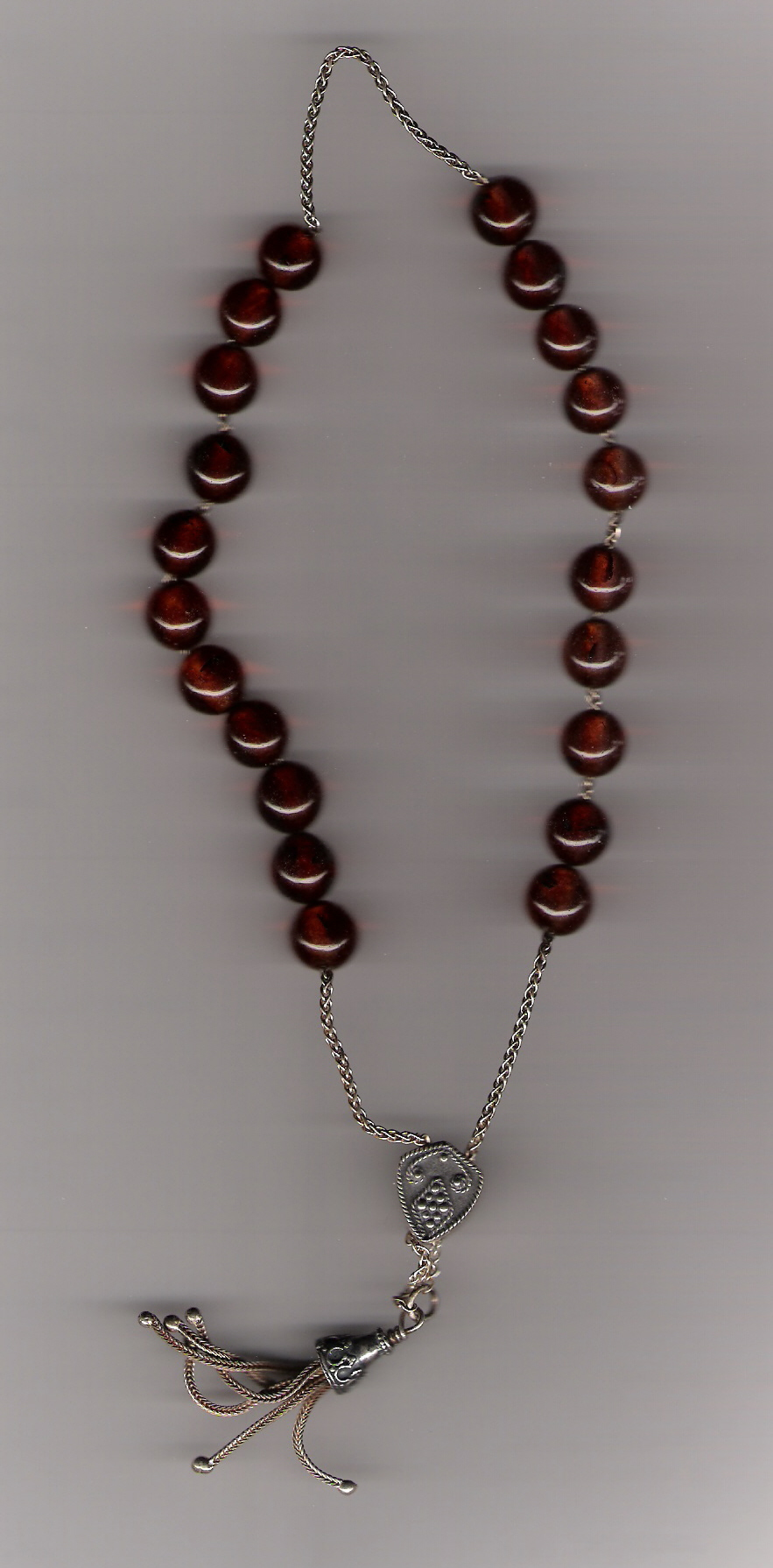
Комболои из янтаря

Комболои (греч. Κομπολόι) — особые чётки, распространённые в Греции. Используются не для отсчёта молитв, как обычные чётки, а для простого перекидывания в руках.
В греческом городе Навплион существует Музей комболои.

## Этимология
Слово «комболои» происходит от слова κόμβος (узел, бусина, костяшка) и суффиксального -λόγιον.

## Происхождение
Появляется комболои, по-видимому, с Востока в Средневековье. Наиболее вероятная версия гласит, что комболои заимствовано у турок.
С чётками комболои роднит схожий внешний вид — это около 20 бусин, нанизанных на суровую нитку. Но, в отличие от чёток, комболои используется не для отсчёта молитв, а для игры и коротания времени. Кроме того, это символ мужественности и непременный атрибут мангаса — «крутого».

## Изготовление
Комболои делаются из множества самых разных материалов, в том числе весьма ценных. Среди материалов, которые используются для их изготовления — янтарь, слоновая кость, раковины, хрусталь, рог, натуральная смола, обсидиан. Коллекционные комболои изготавливаются из эбена, коралла и даже полудрагоценных камней.

## Назначение
Комболои можно перекидывать в руках множеством разных способов. Например, можно, ухватив нитку посередине двумя пальцами, крутить половину бусинок вокруг своей оси, в то время как другая половина покоится в ладони. Есть другой, более сложный способ, когда бусинки разделяются пополам, нить пропускается между средним и указательным пальцем, а половины чёток быстро перекидываются, ловко меняясь местами.
Комболои имеют множество применений в греческой культуре:
- релаксация, развлечение, коротание времени;
- в качестве амулета, защищающего от неудачи;
- для самоотвлечения людьми, желающими бросить курить;
- в качестве символа власти и социального престижа. В особенности это касается дорогих комболои, изготовленных из серебра или янтаря;
- в качестве предмета коллекционирования. Многие известные греки носили и коллекционировали комболои, включая бывшего премьер-министра Греции Андреаса Папандреу и бизнес-магната Аристотеля Онассиса.

В ребетике комболои могут использоваться в качестве музыкального инструмента.